# Gnidia stenophylloides
Gnidia stenophylloides är en tibastväxtart som beskrevs av Ernest Friedrich Gilg. Gnidia stenophylloides ingår i släktet Gnidia och familjen tibastväxter. Inga underarter finns listade i Catalogue of Life.